# Komorów (Przysucha)
Pour les articles homonymes, voir Komorów.
Komorów (prononciation : [kɔˈmɔruf]) est un village polonais de la gmina de Wieniawa dans le powiat de Przysucha de la voïvodie de Mazovie dans le centre-est de la Pologne.
Il se situe à environ 5 kilomètres à l'ouest de Wieniawa (siège de la gmina), 9 kilomètres à l'est de Przysucha (siège du powiat) et à 95 kilomètres au sud de Varsovie (capitale de la Pologne).
Le village compte approximativement une population de 270 habitants en 2006.

## Histoire
De 1975 à 1998, le village appartenait administrativement à la voïvodie de Radom.